# واموش‌سابادی
واموش‌سابادی (به مجاری:  Vámosszabadi) یک شهرداری در مجارستان است که در ناحیه دیور واقع شده‌است. واموش‌سابادی ۲۲٫۳۷ کیلومتر مربع مساحت و ۵٬۷۲۷ نفر جمعیت دارد.